# 資訊超載
資訊超載（英語：information overload），又稱資訊肥胖症(英語：infobesity)，是指接受太多資訊，反而影響正常的理解與決策，它往往於日常信息過多有關。「資訊超載」一詞最早於1962年由管理學和資訊科學的學者開始使用；1964年，Bertram Gross在他的《The Managing of Organizations》中使用了該詞；1970年，Alvin Toffler在他的著作《Future Shock》中也使用了該詞語，進一步推廣了這一概念。Speier等人（1999）認為，如果輸入的資訊超過處理能力，就會發生資訊超載，這很可能會降低決策的品質。
Roetzel（2019）提出了該概念側重時間和資源方面的新定義。他指出，當一個決策者得到多組資訊，如複雜度、數量和矛盾等資訊時，由於個人處理所有資訊並做出最佳決策的稀缺資源的限制，其決策的品質會降低。
現代信息技术在很多層面上都是資訊超載的主要驅動因素之一，包括資訊生產的數量上、資訊傳播的容易程度上，以及受眾的廣度上。社群媒體和注意力經濟的興起進一步加劇了長期存在的技術因素，從而助長了注意力盜用的問題。在網絡技術、資訊學、网络文化的時代，資訊超載與過度接觸、過度瀏覽資訊，以及輸入大量資訊和資料有關。

## 相關概念
- 信息污染：雅各布·尼尔森於2003年提出的類似的概念[9][10]
- 「太長不看」（英語：TL;DR）：暗指資訊過多的網絡流行語
- 分析癱瘓
- 認知失調
- 認知負荷
- 持续性部分注意（英语：Continuous partial attention）
- 网络成瘾症
- 學習曲線
- 記憶